# Ivar Bjørnson
Ivar Peersen (n. 27 noiembrie 1977), mai bine cunoscut sub numele de scenă Ivar Bjørnson, este chitaristul formației norvegiene de viking metal / black metal Enslaved.

## Biografie
Ivar Bjørnson și-a început cariera muzicală în 1990, la vârsta de 13 ani. În acest an el împreună cu Grutle Kjellson și alți muzicieni au înființat formația de death metal Phobia; un an mai târziu, în 1991, formația s-a desființat. Tot în 1991 Ivar împreună cu Grutle și Trym Torson au înființat formația Enslaved. În 1995 Ivar s-a alăturat formației Borknagar; trei ani mai târziu, în 1998, Ivar a părăsit formația. În 1996 Ivar împreună cu Grutle, Infernus și Tormentor au înființat formația Desekrator (thrash metal), formație care între timp s-a desființat. În 1999 Ivar a colaborat cu Gorgoroth (sub pseudonimul Daimonion) pe albumul Incipit Satan. În 2003 Ivar a colaborat cu Orcustus ca producător al albumului Demo 2002. În 2005 Ivar împreună cu Grutle, Ice Dale și alți muzicieni au înființat formația Trinacria.
În 2007 Ivar și Grutle au participat la campania anti-piraterie Piracy Kills Music. Această campanie a fost inițiată de filiala norvegiană a Federației Internaționale a Industriei Fonografice (IFPI) ca formă de protest împotriva propunerii legislative a liderului partidului liberal Venstre, Lars Sponheim, de a legaliza pirateria. Concret, acțiunea celor doi a constat în furtul unei oi aflată în proprietatea lui Lars, raționamentul fiind "dacă ei ne fură muzica, noi le furăm oile". Acțiunea a fost filmată și apoi promovată în cadrul campaniei. Ulterior Grutle a declarat că de fapt nu au furat oaia respectivă, ci doar au împrumutat-o de la un fermier și i-au înlocuit crotaliile cu unele asemănătoare celor ale oilor politicianului.
Ivar este căsătorit și are o fiică.

## Discografie
cu Phobia
- Feverish Convulsions (Demo) (1991)

cu Enslaved
Informații suplimentare: Enslaved#Discografie
cu Borknagar
- Borknagar (Album de studio) (1996)
- The Olden Domain (Album de studio) (1997)
- The Archaic Course (Album de studio) (1998)

cu Desekrator
- Metal for Demons (Album de studio) (1998)

cu Trinacria
- Travel Now Journey Infinitely (Album de studio) (2008)

cu Gorgoroth
- Incipit Satan (Album de studio) (2000)